# Wim Wijtvliet
Wilhelmus Gijsbertus Cornelis Franciscus (Wim) Wijtvliet (Langeweg, 9 juni 1902 - Buchenwald, 9 februari 1945) was een Nederlandse burgemeester van Bakel en Milheeze tijdens de Tweede Wereldoorlog. Hij stierf in het Duitse concentratiekamp Buchenwald.

## Biografie
Na zijn priesterstudie afgebroken te hebben in 1926, werd hij volontair bij de gemeente Raamsdonk. In juni 1929 werd hij derde ambtenaar ter secretarie. Op 23 december 1931 werd hij benoemd tot burgemeester van Bakel en Milheeze.
Tijdens de Tweede Wereldoorlog weigerde Wijtvliet om Nederlandse burgers aan te wijzen voor de 'Arbeidseinsatz', een regeling die sinds april 1942 Nederlandse jongelui, ouder dan 18 jaar, verplichtte tot zes maanden voor de Duitsers te werken. Deze weigering leidde tot zijn arrestatie door de Duitsers in juli 1944. Wijtvliet werd eerst opgesloten in de strafgevangenis in Den Bosch en later overgebracht naar verschillende concentratiekampen. Op 9 februari 1945 stierf hij in concentratiekamp Buchenwald aan uitputting en ondervoeding.

## Nagedachtenis
Op 18 oktober 2019 werd in de Julianastraat in Bakel, in de nabijheid van de Mariagrot, een gedachtenismonument onthuld ter herinnering aan Wim Wijtvliet. Zijn naam staat in de 'Erelijst der gevallenen' in het gebouw van de Tweede Kamer in Den Haag. In Rips is een straat naar hem genoemd. In het Gedachteniskerkje te Waalre is een naambordje aangebracht. In het gemeentehuis is een geschilderd portret geplaatst met een gedenkplaatje.